# NGC 959
NGC 959 is een spiraalvormig sterrenstelsel in het sterrenbeeld Driehoek. Het hemelobject werd op 9 november 1876 ontdekt door de Franse astronoom Édouard Jean-Marie Stephan.

## Synoniemen
- PGC 9665
- UGC 2002
- MCG +6-6-51
- CGCG 523-55
- KUG 0229+352
- IRAS 02293+3516